# Габрі Понте
Габріеле «Габрі» Понте (італ. Gabriele “Gabry” Ponte, нар. 20 квітня 1973) — італійський музикант, ді-джей і музичний продюсер, найбільш відомий як учасник гурту Eiffel 65. Після перемоги на San Marino Song Contest 2025 став представником Сан-Марино на Пісенному конкурсі Євробачення 2025 з піснею «Tutta l'Italia».

## Кар'єра

### 1998—2003
1998 року Габрі Понте спродюсував «Blue (Da Ba Dee)» — дебютний сингл свого гурту Eiffel 65; сингл очолив світові чарти й розійшовся тиражем понад 8 млн копій. Їхній перший альбом Europop продався ще у 4 млн примірників. У 2000 році вони отримали премію European Music Award як «Найкращий італійський артист у світі».
Згодом Понте випустив італійський хіт «Geordie» (2001) — кавер на однойменну пісню Фабріціо Де Андре у виконанні вокалістки Стефанії Пйовезан. Сингл отримав «золото» за продаж понад 25 000 копій. Серед інших хітів — «Got to Get» (2001), «Time to Rock» (2002) та «La Danza delle Streghe» (2003, «Танець відьом»). Він також створив кілька популярних реміксів, зокрема на пісні «Giulia» Джанні Тоньї та «Dragostea Din Tei» гурту O-Zone (обидві — 2003 рік).

### 2005—2009
2005 року Понте оголосив про вихід з Eiffel 65 та початок сольної кар'єри. Наступного року заснував лейбл Dance and Love, яким і досі керує. Сьогодні це один із провідних незалежних танцювальних лейблів Італії. Також випустив трек «Vivi Nell'Aria» разом з Міані для Zooland Records, у якому використав семпл із пісні «The Moon» гурту ItaloBrothers.

### 2012—2014
2012 року Габрі Понте випустив сингл «Beat on My Drum» за участі Пітбулля та Софії дель Кармен — пісня досягла 11 місця у чарті US Hot Dance Club Songs. У січні того ж року спродюсував міжнародний хіт «Tacata» для танцювального тріо Tacabro.
Водночас Понте почав активно розвивати сольні проєкти, а його перші сингли та ремікси швидко набирали популярності в Європі. 2014 року пісня «Buonanotte Giorno» стала літнім хітом в Італії, потрапивши в 10 найкращих. Того ж року він увійшов у рейтинг Top 100 DJs від DJ Mag, посівши 61 місце.

### 2021–дотепер
Найуспішніші співпраці останніх років — це сингли «Thunder» (2021, з LUM!X та Prezioso) і «Can't Get Over You» (з Aloe Blacc). 2022 року Габрі Понте випустив треки «Call Me» (з Timmy Trumpet і R3HAB), «The Finger» (з Georgia Ku), а також літній хіт «We Could Be Together» (з LUM!X і Daddy DJ), який став «золотим» у Італії, Нідерландах, Бельгії та Франції.
2022 року був співавтором і продюсером пісні Австрії на Євробаченні — «Halo», виконаної LUM!X та Pia Maria. Також випустив спільні клубні треки з Blasterjaxx, Justus, DJs From Mars, Vini Vici та офіційні ремікси для Sigala, Sam Feldt і David Guetta (на світовий хіт «I'm Good»).
6 грудня 2023 року Понте випустив трек «Losing You — Spotify Singles» на честь Spotify Wrapped і до 40-річчя пісні «Every Breath You Take» гурту The Police. Протягом 2023 року він дав 90 концертів у 11 країнах, зібравши понад 700 000 глядачів.
Представлятиме Сан-Марино на Пісенному конкурсі Євробачення 2025 із піснею «Tutta l'Italia», яка спочатку була написана як тема для Фестивалю Санремо того ж року.

## Дискографія

### Альбоми
| Назва                 | Рік  | Пікова позиція в чартах |
| Назва                 | Рік  | FIMI                    |
| --------------------- | ---- | ----------------------- |
| Gabry Ponte           | 2002 | 16                      |
| Dr. Jekyll and Mr. DJ | 2004 | 17                      |
| Gabry2o               | 2008 | 34                      |

#### Інші альбоми та збірки
- Modern Tech Noises According to Gabry Ponte (2007)
- Love Songs in the Digital Age According to Gabry Ponte (2007)
- Tunes from Planet Earth According to Gabry Ponte (2007)
- Gabry Ponte — Gabry2o Vol. 2 (2009)
- Dance & Love:
  - Gabry Ponte pres. Dance & Love Selection Vol. 1 (2010)
  - Gabry Ponte pres. Dance & Love Selection Vol. 2 (2010)
  - Gabry Ponte pres. Dance & Love Selection Vol. 3 (2010)
  - Gabry Ponte pres. Dance & Love Selection Vol. 4 (2011)

### Мініальбоми
- Modern Tech Noises According to Gabry Ponte (2007)
- Love Songs in the Digital Age according to Gabry Ponte (2007)
- Tunes from Planet Earth According to Gabry Ponte (2007)
- Dance Lab (2018)

### Сингли

#### Основні
| Назва                                                    | Рік  | Пікова позиція в чартах | Пікова позиція в чартах | Пікова позиція в чартах | Пікова позиція в чартах | Пікова позиція в чартах | Пікова позиція в чартах | Пікова позиція в чартах | Пікова позиція в чартах | Пікова позиція в чартах | Альбом                                |
| Назва                                                    | Рік  | ITA                     | AUT                     | BEL (Wa)                | FRA                     | GER                     | NLD                     | NOR                     | SWE                     | SWI                     | Альбом                                |
| -------------------------------------------------------- | ---- | ----------------------- | ----------------------- | ----------------------- | ----------------------- | ----------------------- | ----------------------- | ----------------------- | ----------------------- | ----------------------- | ------------------------------------- |
| «Time to Rock»                                           | 2002 | 33                      | —                       | —                       | —                       | —                       | —                       | —                       | —                       | —                       | Gabry Ponte                           |
| «Geordie»                                                | 2002 | 9                       | —                       | —                       | —                       | —                       | —                       | —                       | —                       | —                       | Gabry Ponte                           |
| «De musica tonante»                                      | 2003 | 13                      | —                       | —                       | —                       | —                       | —                       | —                       | —                       | —                       | Gabry Ponte                           |
| «Music» (разом із Fargetta)                              | 2003 | 75                      | —                       | —                       | —                       | —                       | —                       | —                       | —                       | —                       | Gabry Ponte                           |
| «The Man in the Moon»                                    | 2003 | 30                      | —                       | —                       | —                       | —                       | —                       | —                       | —                       | —                       | Gabry Ponte                           |
| «Giulia» (разом із DJ Lhasa)                             | 2003 | 16                      | —                       | —                       | —                       | —                       | —                       | —                       | —                       | —                       | Без альбому                           |
| «La danza delle streghe»                                 | 2003 | 7                       | —                       | —                       | —                       | —                       | —                       | —                       | —                       | —                       | Dr. Jekyll & Mister DJ                |
| «Figli di Pitagora» (feat. Little Tony)                  | 2004 | 13                      | —                       | —                       | 66                      | —                       | —                       | —                       | —                       | —                       | Dr. Jekyll & Mister DJ                |
| «Sin pararse» (разом із Ye Man)                          | 2004 | 20                      | —                       | —                       | —                       | —                       | —                       | —                       | —                       | —                       | Без альбому                           |
| «Depends on You»                                         | 2005 | 13                      | —                       | —                       | —                       | —                       | —                       | —                       | —                       | —                       | Dr. Jekyll & Mister DJ                |
| «Sono già solo (Remix)»                                  | 2010 | 51                      | —                       | —                       | —                       | —                       | —                       | —                       | —                       | —                       | Dance and Love — The Selection Vol. 3 |
| «Beat on My Drum» (feat. Pitbull and Sophia Del Carmen)  | 2012 | 85                      | —                       | —                       | —                       | —                       | —                       | —                       | —                       | —                       | Без альбому                           |
| «La fine del mondo» (feat. Two Fingerz)                  | 2014 | 7                       | —                       | —                       | —                       | —                       | —                       | —                       | —                       | —                       | Без альбому                           |
| «Buonanotte giorno»                                      | 2014 | 7                       | —                       | —                       | —                       | —                       | —                       | —                       | —                       | —                       | Без альбому                           |
| «Che ne sanno i 2000» (feat. Danti)                      | 2016 | 22                      | —                       | —                       | —                       | —                       | —                       | —                       | —                       | —                       | Без альбому                           |
| «Tu sei» (feat. Danti)                                   | 2017 | 45                      | —                       | —                       | —                       | —                       | —                       | —                       | —                       | —                       | Без альбому                           |
| «Monster» (разом із Lum!x)                               | 2019 | —                       | 52                      | 37                      | 41                      | 20                      | —                       | —                       | —                       | 55                      | Без альбому                           |
| «The Passenger (LaLaLa)» (разом із Lum!x, Mokaby, D.T.E) | 2020 | —                       | 47                      | —                       | 128                     | 58                      | —                       | —                       | —                       | —                       | Без альбому                           |
| «Lonely» (разом із Jerome)                               | 2020 | —                       | —                       | —                       | —                       | 77                      | —                       | —                       | —                       | —                       | Без альбому                           |
| «Golden» (разом із Blasterjaxx feat. Riell)              | 2021 | —                       | —                       | —                       | —                       | —                       | —                       | —                       | —                       | —                       | Без альбому                           |
| «Oh La La» (разом із Moti feat. Mougleta)                | 2021 | —                       | —                       | —                       | —                       | —                       | —                       | —                       | —                       | —                       | Без альбому                           |
| «Going Down» (разом із Lucky Luke і Kevin Palms)         | 2021 | —                       | —                       | —                       | —                       | —                       | —                       | —                       | —                       | —                       | Без альбому                           |
| «Thunder» (разом із Lum!x і Prezioso)                    | 2021 | 42                      | 36                      | 5                       | 18                      | 79                      | 14                      | 5                       | 7                       | 20                      | Без альбому                           |
| «The Portrait (Ooh La La)» (разом із R3hab)              | 2021 | —                       | —                       | —                       | —                       | —                       | —                       | —                       | —                       | —                       | Без альбому                           |
| «Superman» (разом із Roberto Molinaro)                   | 2021 | —                       | —                       | —                       | —                       | —                       | —                       | —                       | —                       | —                       | Без альбому                           |
| «The Feeling» (разом із Henri PFR)                       | 2021 | —                       | —                       | 40                      | —                       | —                       | —                       | —                       | —                       | —                       | Без альбому                           |
| «Can't Get Over You» (feat. Aloe Blacc)                  | 2021 | —                       | —                       | —                       | —                       | —                       | —                       | —                       | —                       | —                       | Без альбому                           |
| «Call Me» (разом із R3hab і Timmy Trumpet)               | 2022 | —                       | —                       | —                       | —                       | —                       | 80                      | —                       | —                       | —                       | Без альбому                           |
| «Hasta La Vista» (разом із Blasterjaxx)                  | 2022 | —                       | —                       | —                       | —                       | —                       | —                       | —                       | —                       | —                       | Без альбому                           |
| «We Could Be Together» (разом із Lum!x і Daddy DJ)       | 2022 | 93                      | —                       | —                       | 96                      | —                       | 34                      | —                       | —                       | —                       | Без альбому                           |
| «Rely on Me» (разом із Sigala та Alex Gaudino)           | 2022 | —                       | —                       | —                       | —                       | —                       | —                       | —                       | —                       | —                       | Every Cloud — Silver Linings          |
| «Dance Dance» (разом із Alessandra)                      | 2023 | —                       | —                       | —                       | —                       | —                       | —                       | —                       | —                       | —                       | Без альбому                           |
| «Let You Down» (разом із Dvbbs feat. Sofiloud)           | 2024 | —                       | —                       | —                       | —                       | —                       | —                       | —                       | —                       | —                       | Без альбому                           |
| «Born to Love Ya» (разом із Sean Paul і Natti Natasha)   | 2024 | —                       | —                       | —                       | —                       | —                       | 76                      | —                       | —                       | —                       | Без альбому                           |
| «Tutta l'Italia»                                         | 2025 | 14                      | —                       | —                       | —                       | —                       | —                       | —                       | —                       | —                       | Без альбому                           |
| «Exotica»                                                | 2025 | —                       | —                       | —                       | —                       | —                       | —                       | —                       | —                       | —                       | Без альбому                           |

#### Інші
- «U.N.D.E.R.G.R.O.U.N.D.» (2009)
- «Electro Muzik is Back» (2009)
- «Sexy DJ (In da Club)» (2010) (feat. Maya Days)
- «Opera» (2020) (разом із La Diva)
- «Rockin' Around the Christmas Tree» (2020) (Gabry Ponte edit) (by Harris & Ford)